# Сарай-Гір
Сара́й-Гір (рос. Сарай-Гир) — село у складі Матвієвського району Оренбурзької області, Росія.

## Населення
Населення — 1471 особа (2010; 1839 у 2002).
Національний склад (станом на 2002 рік):
- росіяни — 70 %